# الدين في الغابون
الدين في الغابون، تعتبر المسيحية الدين الأكثر شيوعاً في دولة الغابون الواقعة في وسط إفريقيا، يليها الدين الإسلامي.

## المسيحية
وفق إحصائيات عام 2012، يبلغ مجموع السكان المسيحيين ما بين 80 و90 من مجتمع السكان، فحوالي 42.3% من السكان من الرومان الكاثوليك، في حين أن حوالي 27.4% من السكان هم من أتباع الطوائف المسيحية المختلفة، وحوالي 12.3% من السكان من البروتستانت.
وصلت المسيحية إلى الغابون عبر التجار البرتغاليين في أوائل القرن السادس عشر.

## الإسلام
الإسلام ثاني أكثر الأديان انتشاراً بعد الديانة المسيحية بطوائفها المختلفة، والدين الإسلامي في الغابون له حضور، حيث يتبع حوالي 10٪ من السكان الإسلام السني، اعتنق الرئيس السابق عمر بونجو الإسلام عام 1973 بعد زيارة إلى ليبيا، في ظل حكم بونغو الحزبي الواحد، انضمت الغابون إلى منظمة التعاون الإسلامي في عام 1974.

## حرية الأديان
ينص الدستور في دولة الغابون على حرية الدين، وتحترم الحكومة عمومًا هذا الحق في الممارسة العملية.